# 千百度
千百度國際控股有限公司，簡稱千百度國際，以及千百度（英語：C.BANNER INTERNATIONAL Holdings Limited，港交所：1028），前身為「鴻國國際控股有限公司」，是一家在中國從事銷售及製造款式鞋業的企業。屬於鴻國實業集團有限公司旗下公司。其主要品牌“千百度”、“伊伴”、”太陽舞”、“娜然”等品牌。 由民營企業家陳奕熙於1995年創立，而曾在新加坡交易所上市，被私有化後再在香港上市，這是自從敏華控股來港上市開始。
2011年9月，鴻國國際在香港進行全球公開招股，金鷹商貿集團作為策略投資者，招股價範圍在2.3元至3.24元，發售4.9億股新股，最多集資金額為16.2億港元。鴻國國際公開發售部分只獲得19%的認購，最終招股價訂在2.3港元，每手股數1000股，並在9月28日於香港交易所上市。

## 外部連結
- hongguo.com
- 鴻國國際招股章程